# Senioritatea în Senatul Statelor Unite ale Americii
Senatorii federali ai Statelor Unite ale Americii sunt clasificați în mod convențional după durata mandatului lor în Senat. Senatorul din fiecare stat al SUA care deține mandatul de cel mai mult timp este denumit senator senior; celălalt este senatorul junior. Această convenție nu are statut oficial, deși vechimea conferă mai multe avantaje, inclusiv preferința în alegerea numirilor în comisii⁠(d) și la alocarea spațiilor de birou. Atunci când doi senatori din același stat sunt în funcție de aceeași perioadă de timp, se utilizează mai multe alte criterii de departajare pentru a determina senioritatea.

## Beneficiile seniorității
Constituția Statelor Unite nu prevede diferențe de drepturi sau de putere, dar regulile Senatului conferă senatorilor cu mai multă senioritate câteva avantaje. În general, senatorii seniori au anumite beneficii, în special în cadrul propriilor lor grupuri congresionale⁠(d). De regulă, senatorii seniori din partidul președintelui controlează  numirile politice⁠(d) federale în statele lor.
Senatorii seniori beneficiază de mai multe beneficii, inclusiv următoarele:
- În mod tradițional, senatorul cu senioritatea cea mai mare din cadrul partidului majoritar este numit președinte pro tempore al Senatului⁠(d).
- Senatorilor li se acordă un tratament preferențial în alegerea numirilor în comisii⁠(d) în funcție de vechime. Senioritatea într-o comisie se bazează pe durata activității în cadrul respectivei comisii, ceea ce înseamnă că, la nivelul comisiei, un senator junior poate avea senioritate mai mare decât cel senior. Deși președinția comisiei este o funcție aleasă, ea este în mod tradițional acordată senatorului cu senioritatea maximă din partidul majoritar în comisie și care nu deține deja o altă funcție incompatibilă, cum ar fi președinția unei alte comisii. În același mod se alege vicepreședintele unei comisii.
- Senioritatea mai mare îi permite unui senator să-și aleagă un birou mai aproape de fața Camerei Senatului⁠(d).
- Senatorii cu senioritate mai mare pot alege să se mute într-un spațiu de birou mai bun pe măsură ce acele birouri sunt eliberate.
- Senioritatea determină clasamentul în ordinea de precedență a Statelor Unite⁠(d), deși sunt și alți factori, cum ar fi dacă respectivul senator a fost președinte sau primă doamnă/prim domn.

## Determinarea începutului mandatului
Începutul unui mandat de senator nu coincide neapărat cu data întrunirii Senatului sau cu data depunerii jurământului noului senator.

### Alegeri generale
În cazul senatorilor aleși pentru prima dată la alegeri generale pentru Congres, mandatele lor încep în prima zi a noului Congres. Din 1935, aceasta înseamnă ziua de 3 ianuarie a anilor impari.

### Alegeri parțiale și speciale
În cazul senatorilor aleși într-un scrutin parțial, care are loc după începerea unui nou mandat sau la alegeri speciale, data de vechime a acestora va fi data depunerii jurământului și nu prima zi a acelui Congres. Un senator poate fi ales simultan pentru a ocupa un mandat în cadrul unei alegeri speciale și pentru un mandat de șase ani care începe la 3 ianuarie. Vechimea lor este dată de rezultatul alegerilor speciale.

### Numirile
Senioritatea unui senator numit este de obicei data numirii, deși mandatul propriu-zis începe abia când depune jurământul în funcție. Un nou senator care deține o altă funcție, inclusiv calitatea de membru al Camerei Reprezentanților SUA, trebuie să demisioneze din acea funcție înainte de a deveni senator.

## Stabilirea seniorității
Senioritatea unui senator este determinată în primul rând de vechimea în serviciul continuu; de exemplu, un senator care a deținut funcția timp de 12 ani este mai senior decât unul care a servit timp de 10 ani. Deoarece la începutul unui nou Congres vin în funcție mai mulți senatori, senioritatea poate fi determinată și de funcțiile anterioare și, dacă este necesar, de timpul petrecut în funcția care face departajarea. Aceste departajări sunt, în ordine:
1. Fost senator
2. Fost vicepreședinte al Statelor Unite
3. Fost membru al Camerei Reprezentanților Statelor Unite
4. Fost membru al Cabinetului Statelor Unite
5. Fost guvernator de stat
6. Populația statului pe baza celui mai recent recensământ la momentul în care senatorul a preluat mandatul

Atunci când mai mulți senatori au deținut o funcție similară, pentru a face departajarea se recurge la durata acesteia. De exemplu, Roy Blunt⁠(d), Jerry Moran⁠(d), Rob Portman⁠(d), John Boozman⁠(d), Pat Toomey⁠(d), John Hoeven⁠(d), Marco Rubio, Ron Johnson, Rand Paul, Richard Blumenthal⁠(d) și Mike Lee au preluat mandatul pe 3 ianuarie 2011. Primii cinci senatori menționați au lucrat în Camera Reprezentanților: Blunt și Moran au servit timp de 14 ani; Portman 12; Boozman nouă; Toomey șase. Blunt îl depășește pe Moran, deoarece Missouri s-a clasat peste Kansas la populație la recensământul din 2000. Ca fost guvernator, Hoeven este imediat după foștii membri ai Camerei. Restul sunt clasificați în funcție de populația de la recensământul din 2000. Aceștia au ocupat astfel locurile de la 40 la 50 ca senioritate la întrunirea celui de al 117-lea Congres al Statelor Unite⁠(d).
Senatorii Jon Ossoff⁠(d) și Raphael Warnock⁠(d), ambii din Georgia, au depus jurământul pe 20 ianuarie 2021. Deoarece ambii erau senatori nou aleși, fără nicio funcție guvernamentală anterioară, ei erau la egalitate după toate criteriile. Actele oficiale ale Senatului îl indică pe Ossoff drept senator senior. Grupul congresional democrat îl consideră pe Ossoff (care este cu 17 ani mai tânăr decât Warnock) ca senator senior, deoarece numele său este primul în ordine alfabetică.